# Gilowice (powiat żywiecki)
Gilowice – wieś w Polsce położona w województwie śląskim, w powiecie żywieckim, u stóp Beskidu Małego we wschodniej części Kotliny Żywieckiej, siedziba gminy Gilowice.

## Części wsi
Integralne części wsi Gilowice:
przysiółkiMrowce, Rozcięta
części wsiBartoszki, Beresie, Copijówka, Gieleciaki, Grapa, Jędrzejczyki, Nowy Dwór, Oczadła, Pikanie, Siedlaki, Stara Karczma, Stary Dwór, U Lubrów, Za Działem, Zapolnik

## Historia
Pierwsze pisemna wzmianki związane są z tutejszą parafią katolicką. Jest ona wzmiankowana w spisie świętopietrza parafii dekanatu Oświęcim diecezji krakowskiej z 1326 pod dwiema nazwami Gigersdorf seu [lub] Gerowicz. Ówczesny proboszcz Rodulphus (Rudolf) nie był w stanie spłacić owego świętopietrza wysokości 5 skojców. Obie nazwy były patronimiczne i wywodziły się od średnio-wysoko-niemieckiej formy nazwy osobowej Gi(g)er (<Gerhard). Później nastąpiło wtórne wyrównanie do nazwy osobowej Gil (w 1581 Giliowice). Część badaczy niemieckich uważała, że miejscowość należała w średniowieczu do bielskiej wyspy językowej.
Zupełnie inaczej przedstawiał pochodzenie nazwy wsi na początku XVIII w. w swym „Dziejopisie Żywieckim” żywiecki wójt Andrzej Komoniecki, pisząc: Gilowice nazwane, iż w tym polu koło rzeki, gdzie wieś osadzona, gilów ptaków najwięcej bywało i gnieździło się.
W 1595 roku wieś położona w powiecie śląskim województwa krakowskiego należała do rozległego feudalnego „państwa” żywieckiego i wraz z nim była własnością kasztelana sądeckiego Krzysztofa Komorowskiego. W 1608 r., gdy po śmierci Krzysztofa podzielono jego dobra, znalazła się w granicach  „państwa” ślemieńskiego. Była wsią rolną: wspomniany wójt A. Komoniecki podawał, że liczyła 26 ról.
2 marca 1944 Gestapo wraz z żandarmerią i policją niemiecką przeprowadziło pacyfikację wsi. Powieszono 9 mieszkańców wsi a ich ciała spalono w krematorium w KL Auschwitz-Birkenau.
W 1946 roku podczas głosowania do Sejmu Ustawodawczego, na punkt wyborczy strzeżony przez żołnierzy LWP napadła zbrojna grupa podziemna. Walka trwała kilka godzin. 
Zginął strzelec Jan Szadkowski. Zbrojnemu oddziałowi podziemnemu nie udało się zdobyć budynku szkoły, w którym był punkt wyborczy.
W latach 1954–1972 wieś należała i była siedzibą władz gromady Gilowice. W latach 1976–1991 miejscowość była siedzibą gminy Gilowice-Ślemień. W latach 1975–1998 miejscowość należała administracyjnie do województwa bielskiego.
W 2022 na rynku w Gilowicach oddano do użytku tężnię solankową.

## Kościół
Na uwagę zasługuje zabytkowy kościół drewniany pod wezwaniem św. Andrzeja Apostoła. Wybudowany i konsekrowany w I połowie XIV wieku w Rychwałdzie, został przeniesiony do Gilowic w 1757 roku. Architektura kościoła to gotyk śląsko-małopolski. W kościele stoi XVIII-wieczny ołtarz z posągiem Matki Boskiej z Dzieciątkiem z XIV wieku. Kościół znajduje się na Szlaku Architektury Drewnianej województwa śląskiego.

## Sport
W Gilowicach znajduje się kompleks skoczni narciarskich, na których odbywają się m.in. międzynarodowe zawody w skokach narciarskich dzieci o Puchar Śląskiej Rady Wojewódzkiej LZS Finał cyklu „Młode Talenty”.
W Gilowicach działa również Klub Sportowy "Cios-Adamek" Gilowice oraz klub piłkarski Beskid LKS Gilowice.

## Osoby związane z Gilowicami
- Tomasz Adamek – utytułowany pięściarz, były zawodowy mistrz świata
- Stanisław Berini – powstaniec listopadowy[17]
- Stanisław Pyjas – student Uniwersytetu Jagiellońskiego, działacz opozycyjny okresu PRL, zamordowany w 1977 r., pochowany na miejscowym cmentarzu[18].
- Tadeusz Rakoczy – biskup diecezji bielsko-żywieckiej
- Stanisław Andrzej Sroka – profesor Uniwersytetu Jagiellońskiego
- Krzysztof Biegun – polski skoczek narciarski
- Przemysław Kantyka – polski skoczek narciarski

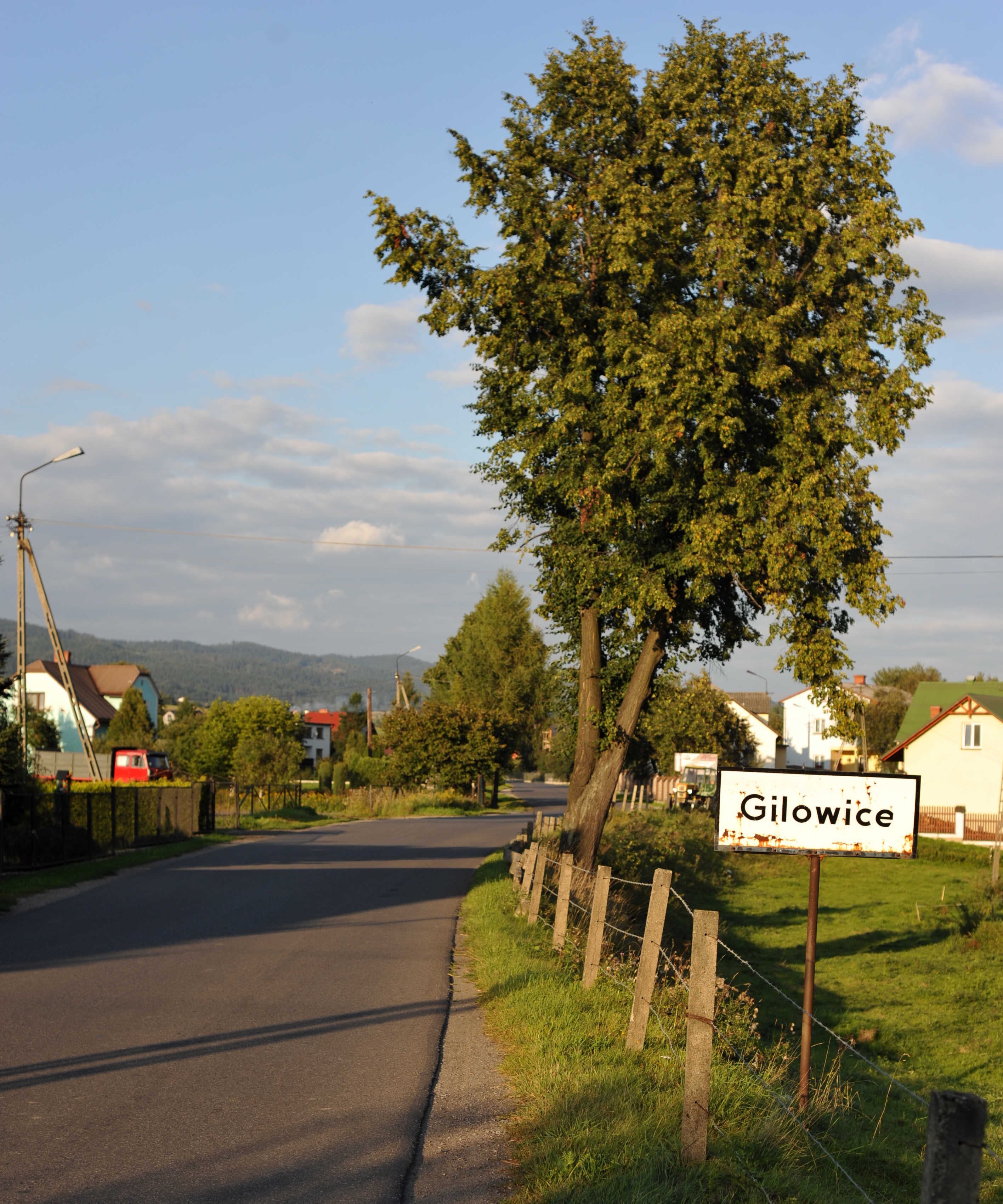
Wjazd do wsi
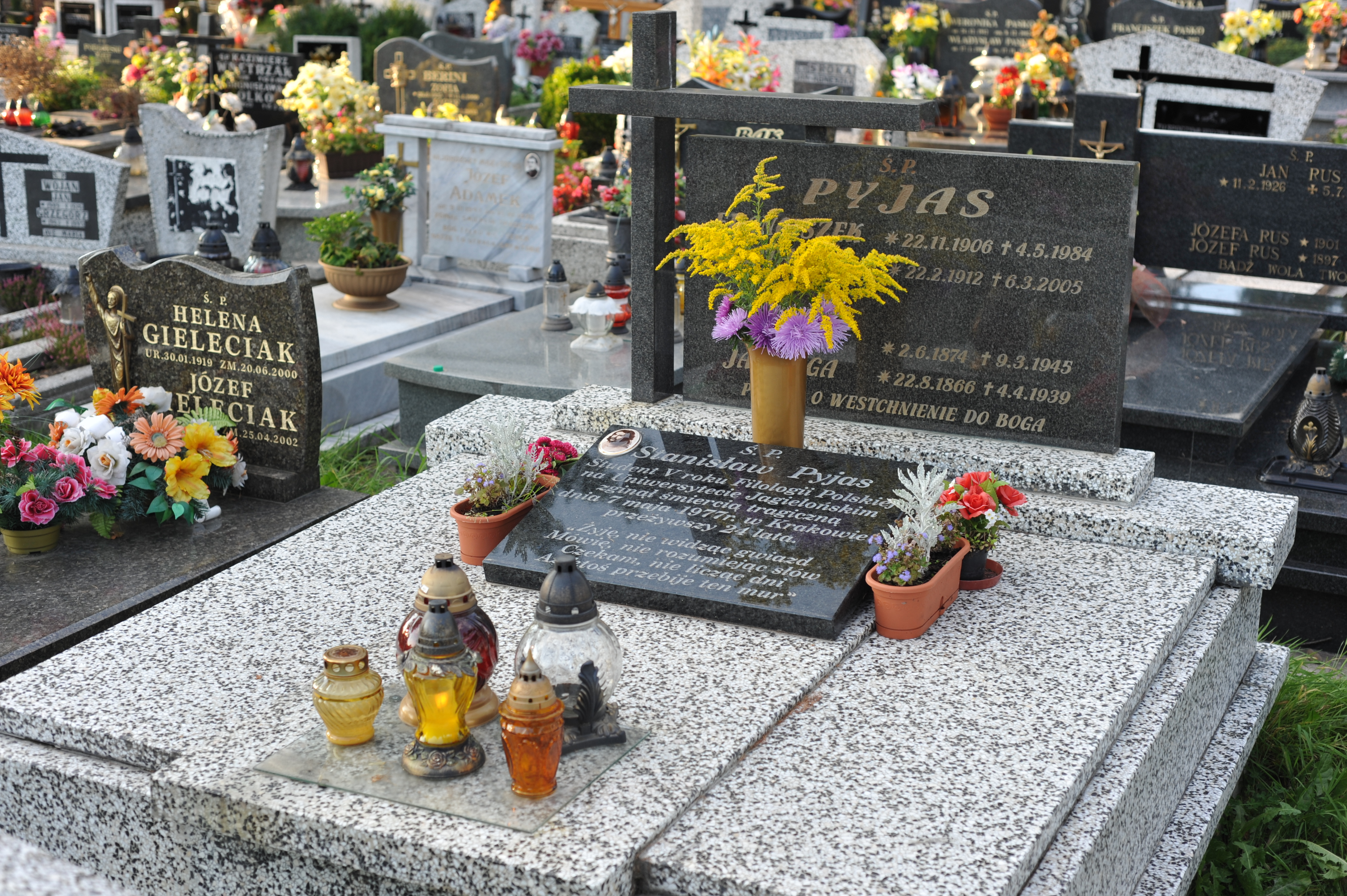
Grób Stanisława Pyjasa na cmentarzu w Gilowicach
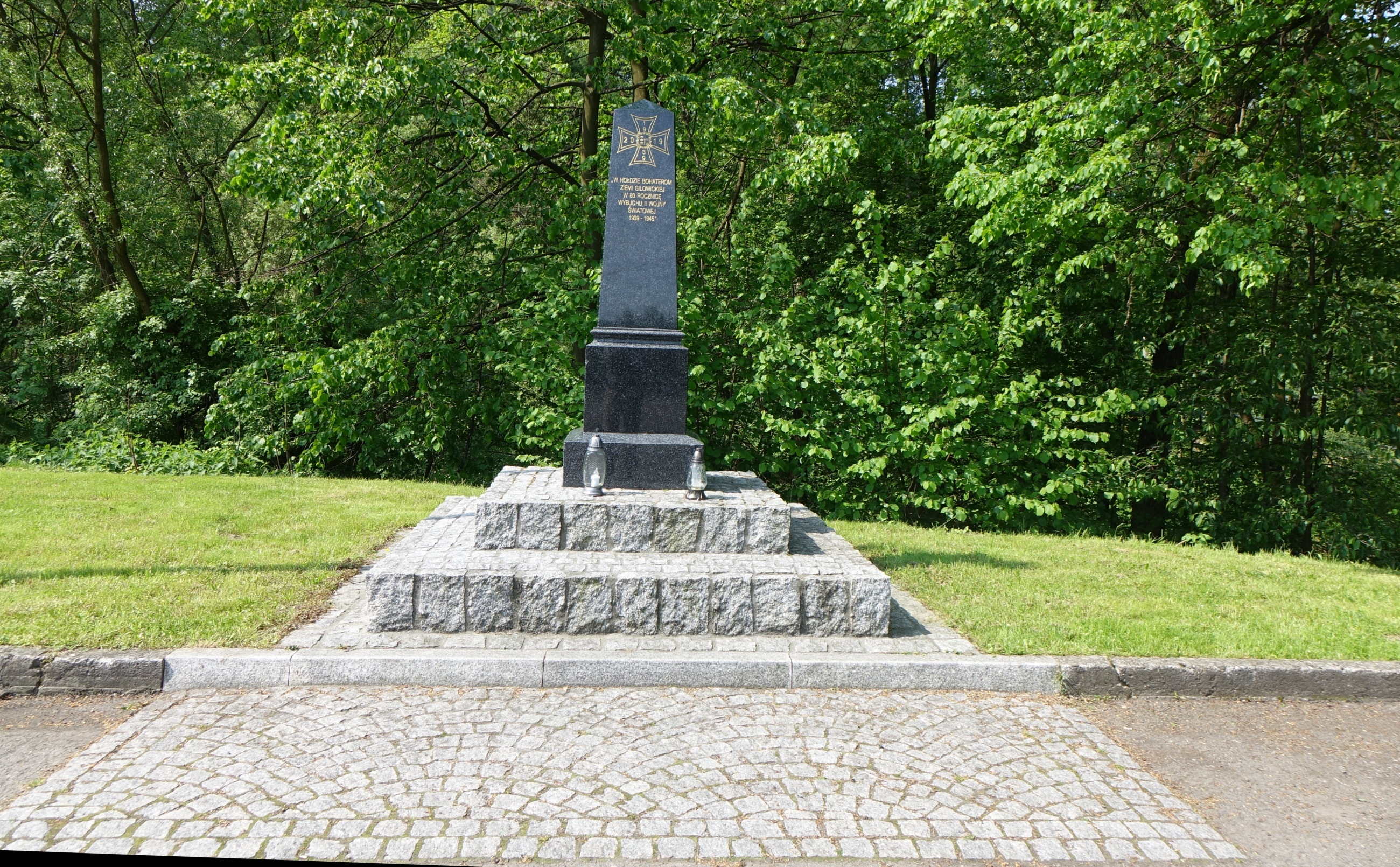
Pomnik ofiar II wojny świat.
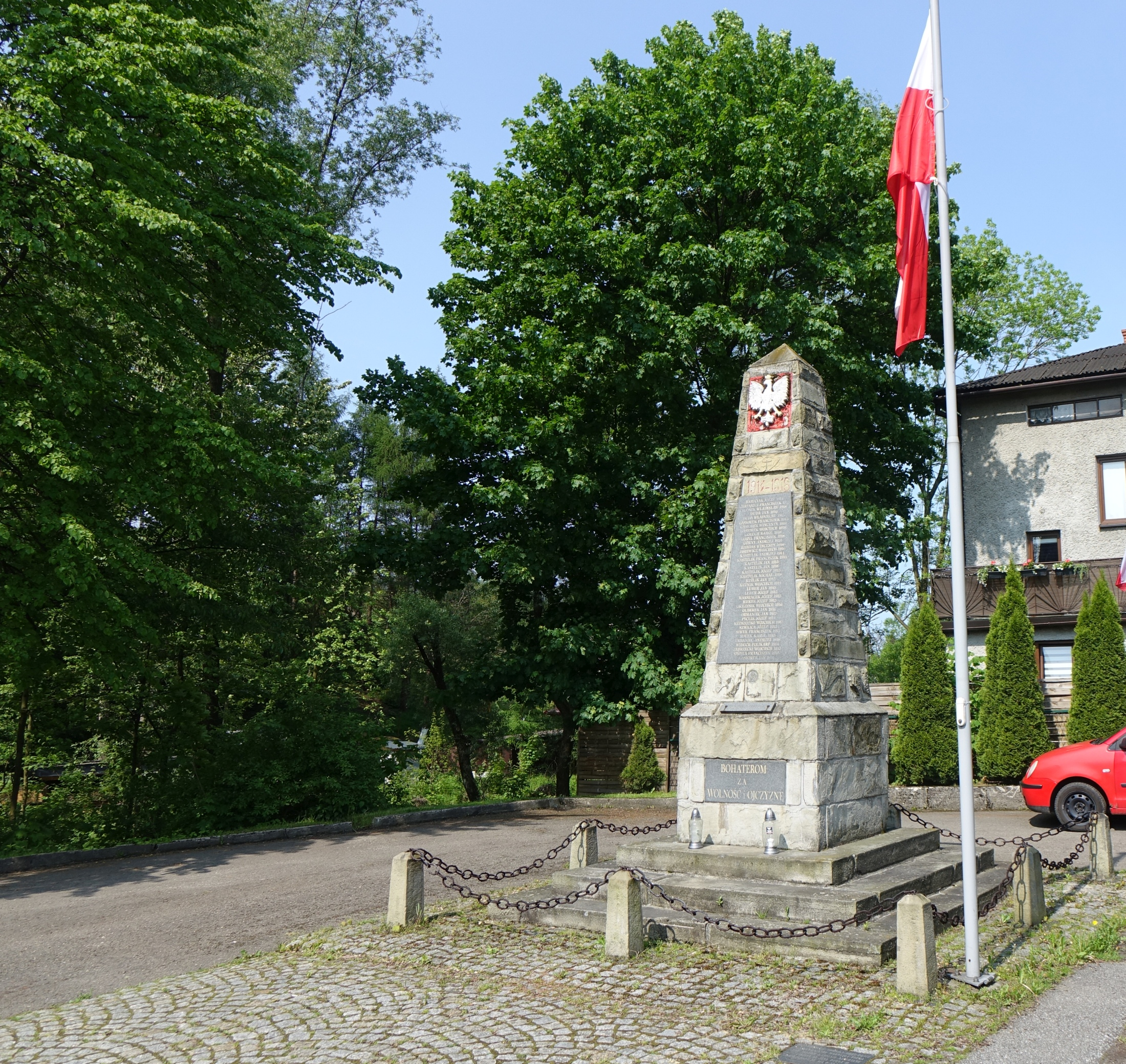
Pomnik